# Jesper Sørensen
Jesper Sørensen (Aarhus, Dinamarca, 10 de junio de 1973) es un exjugador y entrenador de fútbol danés. Actualmente dirige al Vancouver Whitecaps de la Major League Soccer.

## Trayectoria

### Como jugador
Nacido en Aarhus, Sørensen fue entrenado por el club local Aarhus GF, donde comenzó su carrera profesional y pasó la mayor parte de su carrera, intercalada con sus pasos por el Ikast FS, FC Copenhague y el AB.

### Como entrenador
El 7 de agosto de 2007, Sørensen recibió una oferta de Skive IK para convertirse en asistente técnico, pero la rechazó ya que apenas se había retirado del fútbol profesional.En julio de 2009, se convirtió en asistente técnico del Aarhus GF donde permaneció hasta 2013.
En junio de 2013, se convirtió en entrenador del Silkeborg, con un contrato de 2 años hasta junio de 2015.En su primera temporada, logró el ascenso a la Superliga de Dinamarca. Sin embargo, después de registrar un número récord de puntos en la campaña siguiente, fue despedido el 8 de diciembre de 2014.
Luego de un nuevo paso como asistente técnico en el Aarhus GF, asumió al frente del FC Fredericia en diciembre de 2015.Después de dirigir un total de 88 encuentros, dejó su cargo al término de la temporada 2017-18.
En junio de 2019, se convirtió en el asistente técnico del Niels Frederiksen en Brøndby IF.En marzo de 2021 amplió su contrato con el club, todavía en el mismo cargo.No obstante, abandonó su cargo en el mes de agosto para convertirse en entrenador de la selección sub-21 de Dinamarca.Bajo su mandato, el seleccionado alcanzó los play-offs de clasificación para la Eurocopa Sub-21 de 2023, aunque finalmente perdió ante Croacia.
El 2 de enero de 2023, fue confirmado como entrenador del Brøndby IF, a pesar de haber renovado su contrato con el seleccionado europeo un mes atrás.En su primera temporada completa, el equipo estuvo cerca de ganar la Superliga, pero culminó en la segunda colocación después de perder ante el Aarhus GF por 3-2 en la última jornada.El 11 de diciembre de 2024, fue relevado de sus funciones luego de una serie de malos resultados.
En enero de 2025, asumió al frente del Vancouver Whitecaps y firmó un contrato hasta diciembre de 2026.

## Clubes

### Como jugador
| Club              | País      | Año       |
| ----------------- | --------- | --------- |
| Aarhus GF         | Dinamarca | 1991-1995 |
| Ikast FS (cedido) | Dinamarca | 1995      |
| FC Copenhague     | Dinamarca | 1995-1997 |
| Aarhus GF         | Dinamarca | 1997-1999 |
| AB                | Dinamarca | 1999-2004 |
| Aarhus GF         | Dinamarca | 2004-2006 |

### Como entrenador
| Club                          | País      | Año           | PJ  | PG  | PE | PP | Rendimiento |
| ----------------------------- | --------- | ------------- | --- | --- | -- | -- | ----------- |
| Silkeborg                     | Dinamarca | 2013-2014     | 55  | 23  | 10 | 22 | 47.88%      |
| Fredericia                    | Dinamarca | 2015-2018     | 89  | 35  | 23 | 31 | 47.94%      |
| Selección Sub-21 de Dinamarca | Dinamarca | 2021-2023     | 13  | 7   | 4  | 2  | 64.11%      |
| Brøndby IF                    | Dinamarca | 2023-2024     | 73  | 37  | 17 | 19 | 58.44%      |
| Vancouver Whitecaps           | Canadá    | 2025-presente | 38  | 17  | 12 | 9  | 55.27%      |
| Total                         | Total     | Total         | 268 | 119 | 66 | 83 | 52.61%      |

## Palmarés

### Como entrenador

#### Campeonatos nacionales
| Título                        | Club      | País      | Año     |
| ----------------------------- | --------- | --------- | ------- |
| Primera División de Dinamarca | Silkeborg | Dinamarca | 2013-14 |